# ایواده، واکایاما
ایواده در استان واکایاما در کشور ژاپن واقع شده ‌است که جمعیتی برابر با ۵۱٬۸۴۳ نفر و مساحت ۳۸٫۵۰ کیلومتر مربع با تراکم جمعیت ۱٬۳۴۷  نفر در کیلومترمربع دارد و در تاریخ ۱ آوریل ۲۰۰۶ به عنوان شهری در ژاپن شناخته شد.